# Corps-écoles des Officiers canadiens
 (juin 2021).
La mise en forme du texte ne suit pas les recommandations de Wikipédia : il faut le « wikifier ».
Les points d'amélioration suivants sont les cas les plus fréquents :
- Les titres sont pré-formatés par le logiciel. Ils ne sont ni en capitales, ni en gras.
- Le texte ne doit pas être écrit en capitales (les noms de famille non plus), ni en gras, ni en italique, ni en « petit »…
- Le gras n'est utilisé que pour surligner le titre de l'article dans l'introduction, une seule fois.
- L'italique est rarement utilisé : mots en langue étrangère, titres d'œuvres, noms de bateaux, etc.
- Les citations ne sont pas en italique mais en corps de texte normal. Elles sont entourées par des guillemets français : « et ».
- Les listes à puces sont à éviter, des paragraphes rédigés étant largement préférés. Les tableaux sont à réserver à la présentation de données structurées (résultats, etc.).
- Les appels de note de bas de page (petits chiffres en exposant, introduits par l'outil «  Source ») sont à placer entre la fin de phrase et le point final[comme ça].
- Les liens internes (vers d'autres articles de Wikipédia) sont à choisir avec parcimonie. Créez des liens vers des articles approfondissant le sujet. Les termes génériques sans rapport avec le sujet sont à éviter, ainsi que les répétitions de liens vers un même terme.
- Les liens externes sont à placer uniquement dans une section « Liens externes », à la fin de l'article. Ces liens sont à choisir avec parcimonie suivant les règles définies. Si un lien sert de source à l'article, son insertion dans le texte est à faire par les notes de bas de page.
- La présentation des références doit suivre les conventions bibliographiques. Il est recommandé d'utiliser les modèles {{Ouvrage}}, {{Chapitre}}, {{Article}}, {{Lien web}} et/ou {{Bibliographie}}. Le mode d'édition visuel peut mettre en forme automatiquement les références.
- Insérer une infobox (cadre d'informations à droite) n'est pas obligatoire pour parachever la mise en page.

Pour une aide détaillée, merci de consulter Aide:Wikification.
Si vous pensez que ces points ont été résolus, vous pouvez retirer ce bandeau et améliorer la mise en forme d'un autre article.

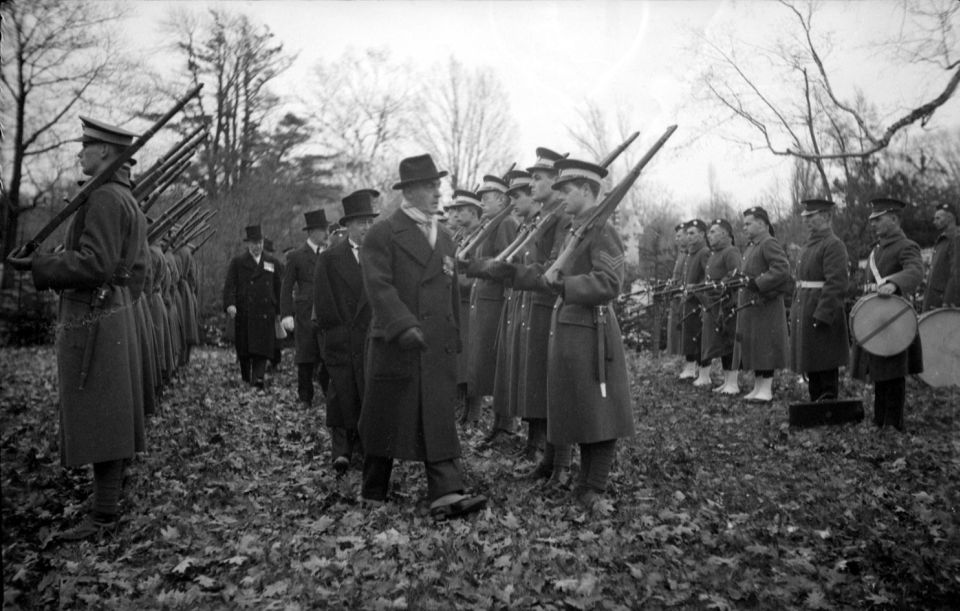
Un groupe de représentants inspectant les militaires en uniforme du CÉOC à l'Université McGill en 1937

Le système des Corps-écoles des Officiers canadiens (CÉOC) est, de 1912 à 1968, le programme de formation d'officiers militaires modelé sur le système de l'Officers' Training Corps britannique.  La première unité, qui participe à la Première guerre mondiale, est celle mise sur pied par l'Université McGill de Montréal.  

## Histoire
Pendant la Seconde guerre mondiale, les institutions post-secondaires du Canada peuvent former des milliers d'officiers pour l'Armée canadienne grâce aux CÉOC, plus connus sous leur nom anglais de COTC (Canadian Officer Training Corps),.  Des examens exigeants, administrés par le War Office britannique, garantissent la qualité des candidats.
Un système semblable existe alors pour former les officiers du Corps d'aviation royal du Canada (CARC/RCAF) et de la Marine royale du Canada.  Tout ceci, évidemment, en plus des écoles militaires traditionnelles (collèges militaires royaux, écoles navales, et le British Commonwealth Air Training Plan, avec ses 100 aérodromes d'un océan à l'autre).
Lors de la seconde guerre mondiale, l'appartenance aux CÉOC/COTC institués dans les universités et certains collèges techniques et classiques canadiens devient obligatoire pour les étudiants, sauf pour raisons de santé et pour ceux occupant des fonctions importantes dans le cadre de l'effort de guerre.  Peu après la fin des hostilités, le programme retourne à son statut habituel de volontariat.
En 1968, le programme est aboli, principalement pour des raisons budgétaires, mais aussi à cause du peu d'intérêt démontré sur les campus par les étudiants de l'époque, et est remplacé par un programme géré par les unités locales de la réserve de l'Armée.  En 2010, un documentaire est produit pour appuyer une campagne destinée à ramener les CÉOC, ou un programme semblable, sur les campus canadiens.

## Liste des unités du CÉOC/COTC
Plusieurs unités CÉOC ont vu le jour au Canada :
- CÉOC de l'Université de Montréal
- CÉOC de l'Université Laval
- CÉOC de l'Université d'Ottawa
- CÉOC de l'Université de Sherbrooke
- CÉOC de l'Université Sainte-Anne
- CÉOC de l'Université du Sacré-Cœur
- CÉOC de l'Université Saint-Joseph
- CÉOC du Collège Mont-Saint-Louis
- CÉOC du Collège Jean-de-Brébeuf
- Acadia University COTC
- Bishop's College/University COTC
- Carleton College/University COTC 1949
- Dalhousie University/King's College COTC
- Loyola College COTC
- Nova Scotia Technical College COTC
- McGill University COTC 1912[8]
- McMaster University COTC
- Mount Allison University COTC
- Ontario Agricultural College COTC
- Ontario Veterinary College COTC
- Queen's University COTC
- Ryerson University COTC
- Sir George Williams College/University COTC
- St. Dunstan's College COTC
- St. Francis Xavier University COTC
- St. Mary's University COTC
- St. Thomas College COTC
- University of Alberta COTC
- University of British Columbia COTC
- University of Manitoba COTC 1914
- University of New Brunswick COTC
- University of Saskatchewan COTC
- University of Toronto COTC 1914
- University of Western Ontario COTC
- Wilfrid Laurier University COTC

## Personnalités notables issues des CÉOC/COTC
- Harry Crerar (1888 – 1965) Général de l'Armée canadienne et commandant sur le terrain des troupes pendant la Seconde guerre mondiale
- Pierre Elliott Trudeau (1919 - 2000) Premier ministre du Canada
- Pierre Bourgault (1934 - 2003) Journaliste, homme politique, professeur d'université québécois, essayiste, éditorialiste et animateur de radio[9]
- Paul Sauvé (1907 - 1960) Avocat, militaire et homme politique, premier ministre du Québec[10]
- Jean-Paul L'Allier (1938 - 2016) Homme politique et diplomate québécois, maire de Québec[11]
- Jacques Ferron (1921 - 1985) Écrivain, dramaturge, médecin, journaliste et homme politique québécois[12]
- Jean Lesage (1912 - 1980) Avocat, Premier ministre du Québec, ministre fédéral[13]
- Michel Chartrand (1916 - 2010) Syndicaliste québécois et militant socialiste, moine trappiste[14]
- Jacques Godbout (1933 -     ) Romancier, poète, essayiste, dramaturge, auteur pour enfants et cinéaste québécois
- Jacques Godin (1930 - 2020) Comédien québécois
- Guy Saint-Pierre (1934 -     ) Ingénieur, homme d'affaires et homme politique québécois
- Victor Goldbloom (1923 - 2016)  Médecin et homme politique québécois
- Lewis MacKenzie (1940 -     )  Général de l'Armée canadienne
- Charles Belzile (1933 -     )  Général de l'Armée canadienne
- Peter C. Newman (1929 -     ) Journaliste canadien
- Ed Broadbent (1936 -     ) Homme politique canadien social-démocrate
- Pierre Berton (1920–2004)  Écrivain canadien, animateur de télévision et journaliste